# Látnokzsálya
A látnokzsálya vagy jósmenta (Salvia divinorum) az árvacsalánfélék (Lamiaceae) családjának zsálya (Salvia) nemzetségébe tartozó növényfaj, melyet 1962-ben írt le a tudomány számára Carl Clawson Epling és Carlos D. Játiva.

## Elterjedése és jellemzése
A Dél-Mexikóban honos zsályafaj 1 m-nél magasabb, kórós, lágy szárú növény, kék virágai 2 cm hosszúak. Vadon nem, csak termesztésből ismeretes. Főleg vegetatív úton szaporodik.

## Felhasználása
A Oaxaca államban élő mazaték indiánok termesztik, s drogját pszichotrop anyagként használják. Mióta ismertté vált, a világ más részein is pszichoaktív és hallucinogén szerként használják. A látnokzsálya leveleit nyersen elrágják, vagy az elégetésével keletkezett füstöt pipából, illetve vízipipából szívják be, de a levelekből készült folyékony kivonatot is szokták fogyasztani.
A növényi drog fő hatóanyaga a szalvinorin A, mely igen erősen pszichoaktív diterpén, s hatásmechanizmusa a többi ismert pszichoaktív vegyületétől lényegesen különbözik (κ-opioid receptor-agonista). A szárított látnokzsályalevél grammonként 0,9-3,7 mg szalvinorin A-t (átlagosan 2,5 mg) tartalmaz.
Magyarországon virágboltokban dísznövényként kapható; a Salvia néven árult dísznövények többsége más zsályafajok képviselője – de egyes helyeken szabályos, Salvia divinorum jelöléssel a látnokzsálya is kapható, ezért hazai használata is terjed.[forrás?]

## Jogi szabályozás
Az élő látnokzsálya növény (dugvány, palánta stb.) nem esik törvényi szabályozás alá Magyarországon, tehát birtoklása minden tekintetben legális. A szárított látnokzsálya levelek és levélkivonatok sem esnek kifejezett szabályozás alá Magyarországon, tehát belföldről történő megszerzésük, tartásuk és fogyasztásuk semmiképpen nem ütközik törvénybe.[forrás?]
A látnokzsálya drogjának fő hatóanyaga, a szalvinorin A felkerült az új pszichoaktív anyagokat szabályozó 66/2012. (IV. 2.) kormányrendelet ideiglenes jegyzékére ("C-lista"): a szalvinorin A vegyület tehát nem „kábítószer”nek, hanem „új pszichoaktív anyag”nak számít. S habár korábban az új pszichoaktív anyagok belföldről történő megszerzése, tartása és fogyasztása nem ütközött törvénybe, a Szabálysértési törvényben 2013 júliusában bekövetkezett módosulások miatt már szabálysértésnek minősül, s így pénzbüntetéssel járhat. A büntető törvénykönyv (Btk.) szerint, aki új pszichoaktív anyagot (pl. szalvinorin A-t) „a) az ország területére behoz, onnan kivisz, vagy azon átszállít, b) előállít, kínál, átad, forgalomba hoz, vagy azzal kereskedik, bűntett miatt három évig terjedő szabadságvesztéssel büntetendő”. Nem világos azonban, hogy vajon a joggyakorlat a látnokzsálya leveleinek kivonatolását szalvinorin A előállításának, és ezáltal a levélkivonatot szalvinorin A-t tartalmazónak tekinti-e. E jogi homályosság miatt a látnokzsálya-kivonatok magyarországi árusítása jelentősen csökkent a C-lista kihirdetése óta.[forrás?]

## Galéria

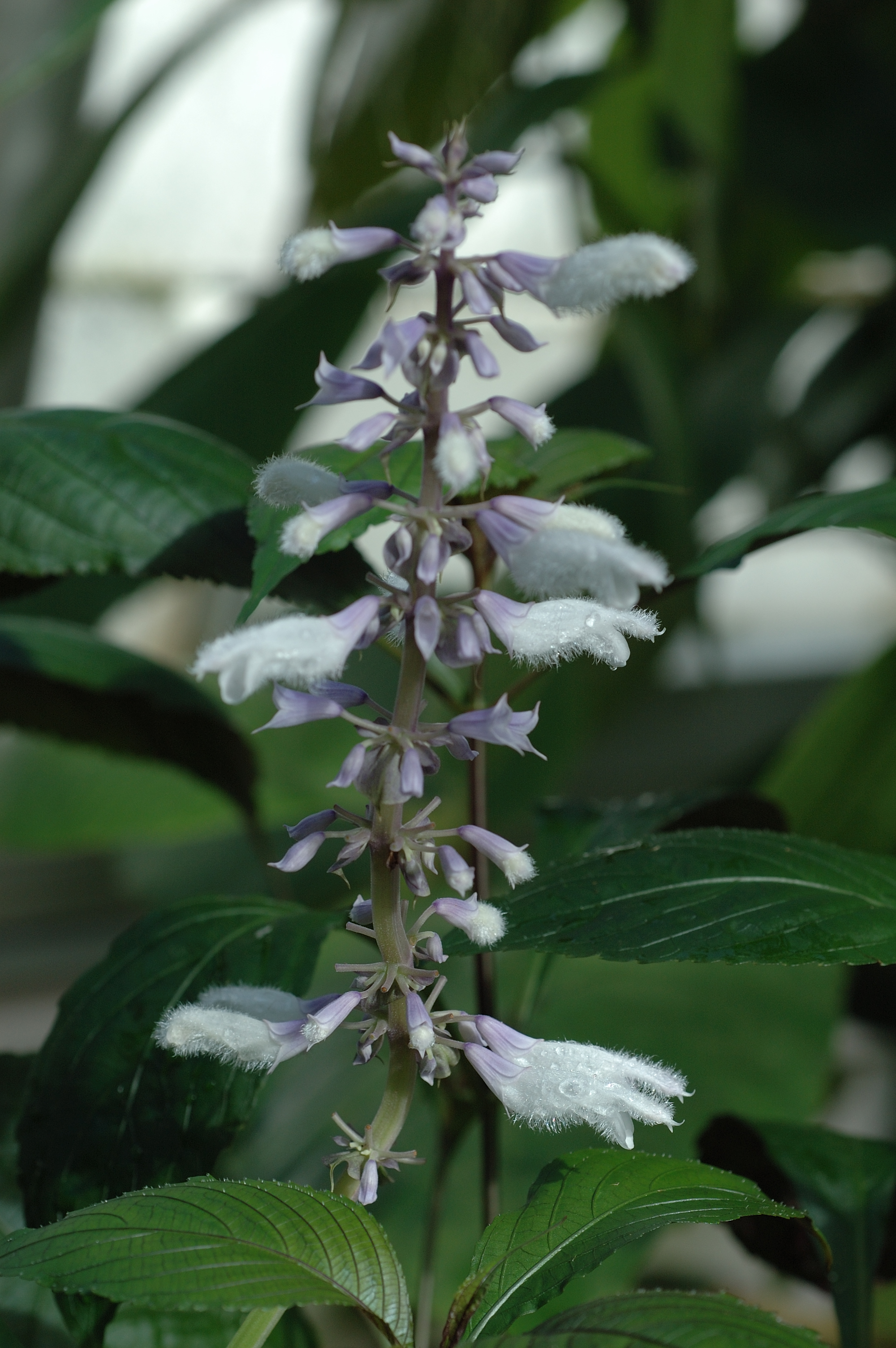
Virágzó Salvia divinorum
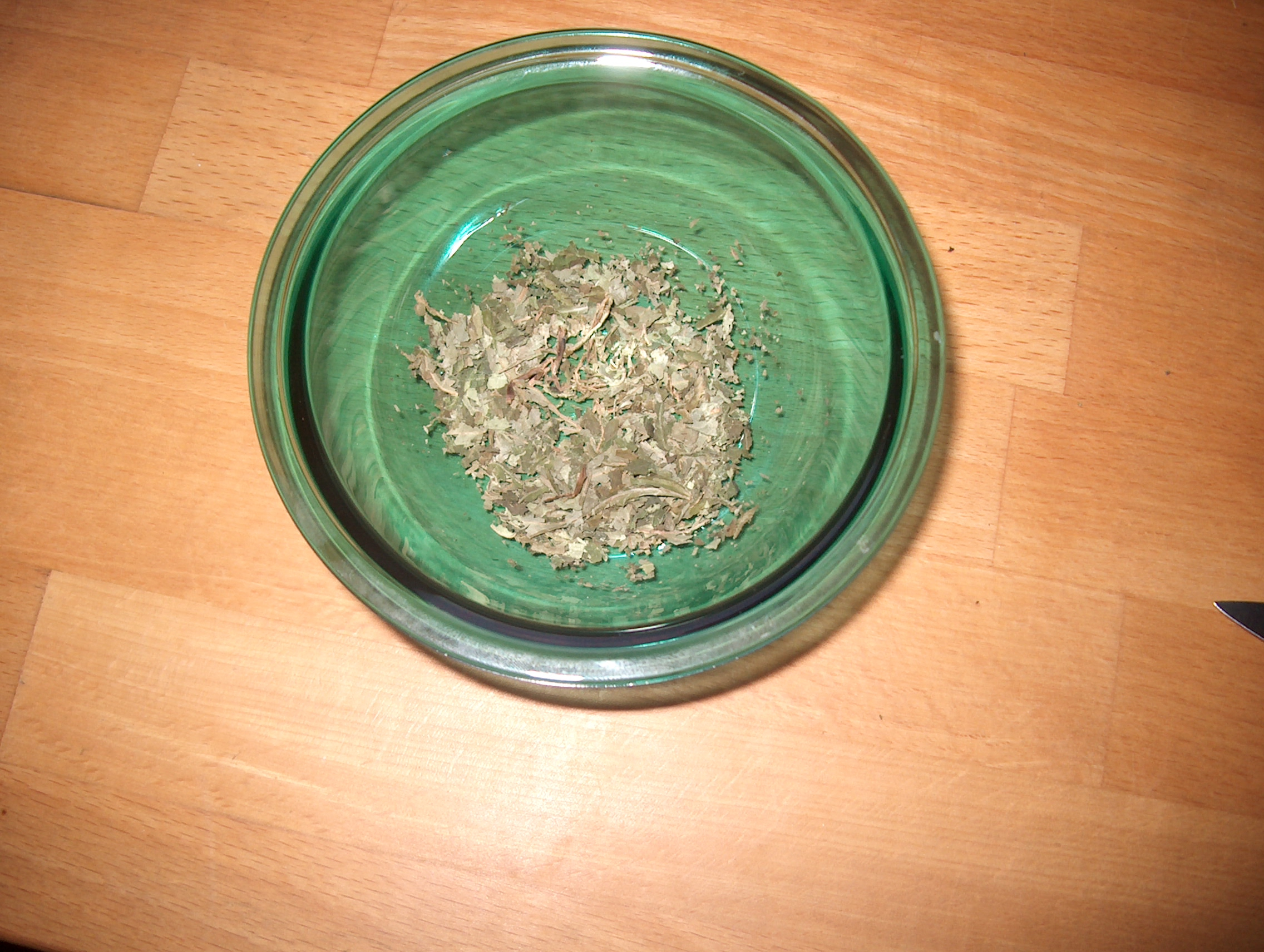
Salvia divinorum levélőrlemény
A szalvinorin A-molekula szerkezetének rajza